# Hussein Badreddin al-Houthi
Hussein Badreddin al-Houthi (en árabe: حسين بدر الدين الحوثي‎; 13 de febrero de 1960 - 10 de septiembre de 2004), también deletreado como Hussein Badr Eddin al-Houthi, fue un clérigo zaidí, dirigente político y militar, también exmiembro de la Asamblea de Representantes de Yemen por el partido islámico Al-Haqq entre 1993 y 1997. Fue la figura clave en la insurgencia de los hutíes contra el gobierno yemení, la cual empezó en 2004. al-Houthi, quien estaba aspirando a llegar al poder político de Yemen, tuvo un amplio respaldo tribal y religioso en las regiones montañosas del norte de Yemen. El movimiento hutí tomó su nombre después de que muriera en 2004.

## Vida privada
Nació en 1960 en el territorio marran de la región de Sada'a. Su padre, Badr al-Din al-Tabatabai, era un prominente clérigo zaidí que tomó brevemente el mando del movimiento hutí y que continuó tras la muerte de su hijo.
De acuerdo a la disciplina al-Houthi, tuvo que vivir parte de su vida con su familia (incluyendo su padre y su hermano menor Abd al-Malik) en Qom, Irán. También logró mantener relaciones amistosas con Alí Jamenei, Líder Supremo de Irán, y Hassan Nasrallah, líder de Hezbolá.

## Actividades políticas

### Miembro de Al-Haqq
Al-Houthi era un miembro del partido político yemení Zaydi/Shafi'i Al-Haqq (La Verdad). Cuando el partido apoyó la separación de Yemen del Sur, se convirtió en un objetivo del gobierno y al-Houthi huyó, presuntamente, a Siria y después a Irán. Tras regresar a Yemen, rompió las relaciones con Al-Haqq para formar su propio partido.

### Formación del movimiento Juventud Creyente
Al-Houthi fundó el movimiento Juventud Creyente (en árabe: شباب المؤمنین‎: شباب المؤمنین) en 1990 o en 1992 para enseñar a los jóvenes sobre el zaidismo y su historia para revivirlo en la Gobernación de Sa'da. Este grupo es el núcleo primario de Ansarallah.[cita requerida]

### Formación de los hucíes
Al-Houthi fue acusado por el gobierno de Alí Abdalá Salé de intentar erigirse como imán, de crear centros religiosos de forma ilegal, de crear el grupo insurgente de los hucíes y de dirigir violentas protestas antiestadounidenses y antiisraelíes, cuando los seguidores de al-Houthi sentían que el gobierno de Yemen era un estrecho aliado de Estados Unidos.

## Muerte
El 18 de junio de 2004, la policía yemení arrestó a 640 seguidores de Al-Houthi que se manifestaban en frente de la Gran Mezquita de Sana'a, dos días más tarde, el gobierno yemení ofreció una recompensa de $55.000 dólares por la captura de al-Houthi y lanzó una operación dirigida a acabar con su presunta rebelión. En julio, el Ejército de Yemen asesinó a 25 seguidores de al-Houthi y elevó la recompensa a $75.500 dólares (10 millones de rials). Después de meses de combate entre las fuerzas de seguridad yemeníes y los hutíes, el 10 de septiembre, los ministerios de Interior y de Defensa emitieron un comunicado declarando que al-Houthi había sido asesinado con veinte de sus asesores en el distrito de Marran, Gobernación de Sa'dah.

### Legado
El 5 de junio de 2013, decenas de miles de chiitas yemeníes asistieron al reentierro de los restos de al-Houthi en Sa'dah, donde rebeldes armados se habían desplegado en grandes unidades. El nuevo gobierno yemení había devuelto los restos de al-Houthi a sus familiares el 28 de diciembre de 2012 como gesto de buena voluntad para impulsar las conversaciones de reconciliación nacional. El gobierno anterior de Alí Abdalá Salé, quien había dado paso atrás en 2012 después de la Revolución yemení, había dispuesto originalmente el entierro de al-Houthi en 2004 en la prisión central de Sana'a para impedir que su tumba se convirtiera en un altar zaidí. El representante del presidente de Yemen, Abd-Rabbu Mansour Hadi, asistió al funeral, pero un vocero hutí acusó al gobierno central de negarse a dar visados a varios dignatarios que quisieron viajar a Yemen para asistir a la ceremonia, y de derribar imágenes de al-Houthi colocadas en la capital de Yemen.
Los hutíes tomaron su nombre familiar al-Houthi. Sus hermanos Abdul-Malik, Yahia y Abdul-Karim son cabecillas del grupo armado.